# Thalictrum tacabicum
Thalictrum tacabicum är en ranunkelväxtart som beskrevs av Pakravan och Assadi. Thalictrum tacabicum ingår i släktet rutor, och familjen ranunkelväxter. Inga underarter finns listade i Catalogue of Life.